# Ню Мийдоус
Ню Мийдоус (на английски: New Meadows) е град в окръг Адамс, щата Айдахо, САЩ. Ню Мийдоус е с население от 533 жители (2000) и обща площ от 1,3 km². Намира се на 1179 m надморска височина. ЗИП кодът му е 83654, а телефонният му код е 208.